# Some Sunday Morning
Some Sunday Morning ist der Titel zweier Songs aus den USA. 
Der ältere Song wurde 1917 von Richard A. Whiting komponiert und von Gus Kahn und Raymond B. Egan getextet. Sie erschien als Orchester-Version 1917 erstmals auf Schallplatte. Die wohl bekanntesten Versionen ist diejenigen von Ada Jones und Billy Murray (1918). 
1945 erschien ein gleichnamiges Lied mit ähnlicher Thematik, diesmal komponiert von Ray Heindorf und Maurice K. Jerome und getextet von Ted Koehler. Dieses Lied wurde 1945 von Helen Forrest mit Dick Haymes sowie von Alexis Smith (in dem Western Ein Mann der Tat, ebenfalls 1945) gesungen. In der letzten Fassung war der Song 1946  für den Oscar in der Kategorie Bester Song nominiert.

## Text vonSome Sunday Morning(1945)
Some Sunday morning is going to be

Some Sunday morning for someone and me.

Bells will be chiming an old melody,

Spec’lly for someone and me.

There’ll be an organ playing,

Friends and relations will stare,

Say, can’t you hear them saying,

„Gee, what a peach of a pair!“

Some Sunday morning we’ll walk down the aisle,

He’ll be so nervous and I’ll try to smile,

Things sure look rosy for someone and me,

Some Sunday morning, you’ll see.